# Raïon de Lénine (Crimée)
Pour les articles homonymes, voir Raïon de Lénine.
Le raïon de Lénine (russe : Ленинский район, ukrainien : Ленінський район, tatar de Crimée : Yedi Quyu rayonı) est une subdivision de la république de Crimée. Il englobe la péninsule de Kertch située à l’est de la Crimée à l’exception de la ville de Kertch. Son centre administratif est la ville de Lénine.

## Géographie
La pointe méridionale est le cap Tchaouda, le cap Kazantyp qui sont des sites classés.